# 全越運動棒球隊
全越運動棒球隊為台灣一支業餘棒球隊伍。

## 簡史
2011年6月，崇越科技棒球隊成軍，由教練兼召集人王宸浩負責籌組，聘請吳思賢擔任總教練，招募了一批球員。球隊於同年8月8日正式成立。
2013年4月，表示未來將可能與新竹市和中華大學合作，並以新竹棒球場為訓練基地，隊伍冠名新竹市出賽甲組成棒。
2014年，因參加由中華棒協主辦的爆米花夏季聯盟，而隨之公佈球隊的新隊徽與吉祥物，更名為「崇越隼鷹」。並積極與新竹市政府和中華大學洽談合作計畫。 崇越科技董事長郭智輝表示組棒球隊有一個夢想，就是「職棒贏過南韓」；並且進軍職棒，將是他的長程目標。
2014年8月30日，奪得首屆爆米花夏季棒球聯盟冠軍。並比造職棒規格推出奪冠優惠。
2019年8月，在崇越集團整體策略的考量下，崇越隼鷹棒球隊以該集團旗下經營食品販售的安永鮮物公司，更名為「安永鮮物棒球隊」。
2023年2月9日，以集團旗下經營體育產業的全越運動事業公司，球隊再度更名為「全越運動棒球隊」。

## 進軍職棒構想
安永鮮物隊於崇越隼鷹時期多次表示希望能進軍職業棒球，早在2014年崇越集團董事長郭智輝便說過希望能進軍中華職棒大聯盟，並且進軍職棒的構想不只將加入中職視作唯一的選擇。
2015年，郭智輝便提出「2016年在日本獨立聯盟參加1個月比賽，2017年打滿整季獨立聯盟，2018、19年再決定是否回台打中職比賽？或是繼續參加獨立聯盟」、「若是這幾年我們的成績被日職看到了，也有可能以6加1的方式進入日職，這樣能夠提升球員薪水與對戰精采度」等構想，2016年及2017年時則評估過加入日本關西獨立聯盟及計畫參加美國獨立聯盟盃賽。
2018年，則提出了組成亞洲跨國的「南方聯盟」，計畫尋找日本四國聯盟、中國大陸球隊以及曾希望於沖繩設隊的大魯閣加入該聯盟
2023年2月9日，郭智輝表示，隨著味全龍重返中華職棒及台鋼雄鷹加盟中職，目前已經暫時放下職棒夢，他說：「成棒是我現在希望投入的，希望幫助台灣棒球培養更多年輕業餘好手」。

## 歷屆成員
- 卸任行政：胡睿紘、李傳雄、王湘嵐、陳杰成。
- 卸任教練：榊原良行、鄭漢禮、吳思賢、鈴木尚広。
- 本土投手：沈志偉、張堯棟、鄭瑋豪、江承峰、張竣龍、呂明杰、陳兆勛、蔡偉凡、黃偉斌、周柏翰、
　　　　　顏嘉威、何寬揚、王唯丞、蘇俊榮、林　和、林蔚諭、簡嘉佑、陳偉強、高克威、王嘉慶、
　　　　　林值慶、潘庭豐、黃景楓、吳忠威、曾穎銓、張耀文、柯威年、朱桂峰、蕭宇奇、游宗儒、
　　　　　林克謙、朱郁信、湯允睿、郭恆孝、尤士晉、黃志龍、陳秉村、林詩堯、朱啟豪、朱鴻偉、
　　　　　李昱鴻、黃振誠、林　忠、許吉仁、王凱程、黃子鵬、森榮鴻、李金龍、湯允睿、許凱翔。
- 本土野手：陽龍華、沈學儀、楊宏仲、洪介澤、羅國龍、杜豐亦、唐肇廷、王峻杰、李福源、林威廷、
　　　　　陽冠威、溫志雄、楊瑞華、黃建龍、黃中憲、闕帝翔、羅　傑、林嘉偉、潘彥廷、曹家淵、
　　　　　楊宏聖、黃志偉、林君亮、陳冠宇、陳凱文、沈剛宇、郭瑞穎、林凱倫、黃俊瑛、溫堃聿、
　　　　　蔡佳晉、蘇緯達、郭泰延、蔡奕玄、郭峰竣、趙品惟、吳承達、賴柏銓、陳嘉陽、何紹彬、
　　　　　王恩皓、溫志翔、劉彥良、葉　隆、程維志、謝志豪、楊岱均、黃俊凱、鄭鎧文、郭泰延、
　　　　　潘振瑋、林璿增、黃超程、余浩庭、王書寰、陳亞峻、吳界煌、陳瑋恩、林家慶、王仁豪、
　　　　　謝勝全、張嘉顯、王天巍、李孟燁、葉謦瑋、馮健庭、王晨安、楊以謙、謝志弘、趙偉盛、
　　　　　吳東融、張瑞麟、蔡子強、何紹彬、蔡岱霖、蔡群易、陳偉濠、張宇仲、楊振裕、曹佑寧。
- 外籍投手：山川和大、Erik Cabrera、古村徹、Alexis Paredes、伴和馬、高塩將樹。
- 外籍打者：平良拓也、今中堯大、西井健太。
- 未登錄 ：
- 未到任 ：許銘傑。

## 參與賽事

### 全國社會甲組棒球城市對抗賽
- 2011年：第五名

### 協會盃全國成棒年度大賽
- 2011年：十六強

### 社會甲組棒球冬季城市巡迴賽
- 2011年：第四名

### 全國成棒甲組春季聯賽
- 2012年：資格賽 出局

### 全國城市棒球夏季對抗賽
- 2012年：預賽第二循環 淘汰

### 爆米花夏季棒球聯盟
- 2014年：冠軍

## 外部連結
- 官方網站 - 全越運動 （页面存档备份，存于）
- 全越運動棒球隊在台灣棒球維基館上的頁面（繁體中文）